# Rachel Yankey
Rachel Aba Yankey  OBE (* 1. November 1979 in London) ist eine ehemalige englische Fußballspielerin. Sie spielte zuletzt für die Arsenal Ladies in der FA Women’s Premier League und in der englischen Nationalmannschaft, deren Rekordnationalspielerin sie bis August 2014 war.

## Werdegang
Rachel Yankey begann ihre Fußballlaufbahn in einer Jungenmannschaft. Über den Verein Mill Hill United wechselte die Stürmerin 1995 zu Arsenal London. Kurzzeitig wurde sie an den kanadischen Verein Laval Dynamite ausgeliehen, ehe sie bei Arsenal zur Stammspielerin wurde und 1997 erstmals die Meisterschaft gewann. 2002 wechselte sie zum Lokalrivalen FC Fulham, wo sie als erste professionelle Fußballspielerin Englands registriert wurde. Mit Fulham schaffte sie 2003 das Triple aus Meisterschaft, Pokal und Ligapokal. Ein Jahr später wechselte Yankey zu Birmingham City. Da der Verein in finanzielle Schwierigkeiten geriet, kehrte Yankey 2005 zu Arsenal zurück. Zuvor gab sie zusammen mit ihrer Mannschaftskameradin Rachel Unitt ein kurzes Gastspiel bei den New Jersey Wildcats in der W-League. Mit Arsenal gewann sie 2006 sowohl die Meisterschaft als auch den Pokal und 2007 den UEFA Women’s Cup. 2011 und 2012 erreichte sie jeweils mit Arsenal das Halbfinale der UEFA Women’s Champions League, wo sie gegen Olympique Lyon bzw. den 1. FFC Frankfurt ausschied.
Yankey ist zurzeit die bekannteste englische Fußballspielerin. Rachel Yankey wurde 2006 in den Order of the British Empire aufgenommen und 2014 zum Officer ernannt.
Sie stand im Kader für die WM 2011 und in den ersten beiden Spielen gegen Mexiko und Neuseeland in der Startelf. Im dritten Spiel gegen Japan wurde sie erst zur zweiten Halbzeit eingewechselt. In der 66. Minute erzielte sie den Treffer zum 2:0-Endstand. Im Viertelfinale gegen Frankreich, das England im Elfmeterschießen verlor, stand sie wieder in der Startelf, wurde aber in der 84. Minute ausgewechselt. Mit vier Einsätzen bei der WM in Deutschland hat sie nun zusammen mit vier anderen Spielerinnen mit insgesamt acht WM-Einsätzen die meisten WM-Spiele für Englands Frauen bestritten.
Am 21. Juni stellte sie mit ihrem 119. Länderspiel den Rekord von Gillian Coultard ein, die zwischen 1981 und 2000 ebenfalls 119 Länderspiele bestritten hatte.
2012 stand sie im Team GB das an den Olympischen Spielen in London teilnahm. Sie kam in allen vier Spielen zum Einsatz, schied aber im Viertelfinale gegen Kanada aus.
Am 19. September machte sie beim 3:0 gegen Kroatien ihr 120. Länderspiel und ist seitdem alleinige Rekordnationalspielerin Englands.
Am 13. März 2013 gewann sie mit ihrer Mannschaft den Zypern-Cup, wobei sie im Finale gegen Kanada den 1:0-Siegtreffer erzielte.
Am 7. April 2013 stellte sie beim 1:0 gegen Kanada mit ihrem 125. Länderspiel für England den englischen Rekord von Peter Shilton ein. Am 26. Juni 2013 überbot sie beim Spiel gegen Japan den Rekord und wurde mit 126 Länderspielen für England Rekordnationalspielerin für beide Geschlechter.
Yankey stand auch im Kader für die EM 2013 und kam in den ersten beiden Gruppenspielen zum Einsatz, musste aber im zweiten Gruppenspiel aufgrund einer Verletzung bereits nach 18 Minuten ausgewechselt werden und konnte auch im letzten Gruppenspiel, in dem die englische Mannschaft Frankreich mit 0:3 unterlag und aus dem Turnier ausschied, nicht eingesetzt werden.

## Erfolge
- Englische Meisterin: 1997, 2001, 2003, 2006
- Englische Pokalsiegerin: 1998, 1999, 2002, 2003, 2006
- Englische Ligapokalsiegerin: 1998, 1999, 2000, 2001, 2003
- UEFA-Women’s-Cup-Siegerin: 2006/07
- Zyper-Cup-Siegerin: 2013